# Michele Canini
Michele Canini (født 5. juni 1985) er en italiensk fodboldspiller.